# Past and Present (álbum)
Past and Present es un álbum promocional de Sonic Youth para el álbum Sonic Nurse, lanzado por Geffen Records en 2004. Contiene 15 canciones, de las cuales dos pertenecen a Sonic Nurse, y las demás a álbumes y sencillos anteriores.

## Lista de canciones
| N.º | Título                      | Duración |  |
| 1.  | «Unmade Bed»                |          |  |
| 2.  | «I Love You Golden Blue»    |          |  |
| 3.  | «Kool Thing»                |          |  |
| 4.  | «Teen Age Riot»             |          |  |
| 5.  | «Into the Groove(y)»        |          |  |
| 6.  | «Dirty Boots»               |          |  |
| 7.  | «Bull in the Heather»       |          |  |
| 8.  | «100%»                      |          |  |
| 9.  | «The Empty Page»            |          |  |
| 10. | «Candle»                    |          |  |
| 11. | «Disappearer»               |          |  |
| 12. | «Sugar Kane»                |          |  |
| 13. | «Little Trouble Girl»       |          |  |
| 14. | «Superstar»                 |          |  |
| 15. | «The Diamond Sea» (editada) |          |  |